# Preguiça (pecado)
A Igreja Católica apresenta a preguiça como um dos sete pecados capitais, caracterizado pela pessoa que vive em estado de falta de capricho, de esmero, de empenho, em negligência, desleixo, morosidade, lentidão e moleza, de causa orgânica ou psíquica, que a leva à inatividade acentuada. Aversão ao trabalho, frequentemente associada ao ócio, vadiagem.
Na Bíblia não há registro destes 7 Pecados, no entanto traz várias orientações para evitar a preguiça, principalmente no livro de Provérbios.